# Capilloventer atlanticus
Capilloventer atlanticus is een ringworm uit de familie van de Capilloventridae. De wetenschappelijke naam van de soort is voor het eerst geldig gepubliceerd in 1984 door Harman & Loden.